# Pekan Tanjung Beringin
Pekan Tanjung Beringin is een bestuurslaag in het regentschap Serdang Bedagai van de provincie Noord-Sumatra, Indonesië. Pekan Tanjung Beringin telt 11.145 inwoners (volkstelling 2010).